# 京成3400形電車
京成3400形電車（けいせい3400がたでんしゃ）は、1993年（平成5年）から導入された京成電鉄の通勤形電車。

## 概要
初代スカイライナーとして運用されてきたAE形は、1990年（平成2年）より後継となるAE100形への置き換えが開始された。この時点でAE形の車体は経年による劣化が見られていたが、それに対して走行距離は少なく、制御装置をはじめとした走行機器類の劣化も少なかったため、継続して使用ができる状態であった。
このためAE形の走行機器を再利用し、新たに大栄車輌で新製した普通鋼製車体と組み合わせた通勤形車両が本形式である。1993年1月から1995年（平成7年）11月にかけて種車と同数の8両編成5本（40両）が落成した。書類上は新造ではなく、AE形から3400形へ改番を行った上での改造となっている。
全編成とも当初は末尾4と5の中間電動車ユニットを除いた暫定6両固定編成で落成し、6両編成の普通運用を中心に営業運転を開始したが、数か月遅れて中間電動車ユニットが落成、8両固定編成化された。
6両編成落成年月および8両編成化（中間電動車ユニット落成後配置）は以下の通り（左は6両編成落成年月、右は8両編成化）。
1. 3408編成：AE10編成/1993年1月/1993年3月
2. 3418編成：AE20編成/1993年9月/1994年5月
3. 3428編成：AE50編成/1994年3月/1994年7月
4. 3438編成：AE60編成/1995年1月/1995年3月
5. 3448編成：AE70編成/1995年9月/1995年11月

## 車両概説

### 車体
外観は1991年（平成3年）より製造が始まっていた軽量ステンレス車である3700形とほぼ同一で、3700形の鋼製塗装版とも言えるが、車体側面から見た前面下部形状が3700形は赤帯の部分から下が傾斜しているのに対し、3400形では垂直になっている。構体は骨組みを組み立ててから外板を貼り付ける一般的な工法ではなく、車体外板と骨組みを一体化したブロック状の台枠・屋根・各側面構体部材を組み立てる合理的な「ブロック工法」を採用した。台枠（床板）と屋根板は長手方向に3分割、側板（片側側面）は側出入口部分が3か所分、側窓部分が5か所分とした7部材から構成されており、これらを組み上げることで車体が完成する。
京成では3700形以外でも3500形や3600形といったステンレス車があったにもかかわらず鋼製車体になった理由は大榮車輌ではステンレス車体の製造が不可能だったためである。
塗装は、第1編成の落成当時は仮の塗装としてアイボリーの単色だったが、試運転直前までに3200形で試験実績のある「アクティブシルバー」と呼ばれるライトグレーを基に、赤色の「フューチャーレッド」と青色の「ヒューマンブルー」の帯が採用された。
冷房装置は3700形と異なり、種車である(初代)AE形・3200形・3300形（通称「赤電」）や3500形、3600形と同様の集約分散式の能力10,500kcal/h (44.1kWh) の装置、三菱電機製のCU-15Aまたは東芝製のRPU-3041形を3基搭載した（1両31,500kcal/h≒132.3kWh）。
第2編成となる3418編成からは、種別・行先表示器の書体に小文字併用英字併記細ゴシック体（ナール）を採用した。前面非常用貫通扉の種別表示器でこのタイプを採用したのは京成では本形式が初であり、3408編成も後に交換された。
最終編成の3448編成では、前面に3700形と同様の排障器（スカート）を設置したほか、発車予告の車外放送、カバン置き、計器盤と前面ガラスの間のゴム、乗務員室仕切り扉のルーバー、車掌台と運転台それぞれの足元部分に暖房器などが追設された。3438編成以前の編成についても発車予告放送以外は後に追設された。なお、スカートは1996年（平成8年）9月までに全編成に設置された。

### 内装
車内は、アイボリー系色の化粧板、ベージュ色濃淡柄の床材など3700形1次車とほぼ同様の構成である。天井は平天井構造とし、冷気拡散はラインフロー方式と種車から流用の一部スポット方式（フィルター内蔵）で、補助送風機にはラインデリアを採用している。座席は一般席をダークピンク色、優先席は水色の生地とし、1人分の掛け幅は440mmである。
3700形1次車との相違点は、先頭車に京成通勤車で初採用の車椅子スペースを配置したこと（3700形は2次車以降に配置）、電動車に主電動機点検蓋を設置したことや、冷房装置が異なるため室内のフィルター形状が異なる程度である。
また、各客用ドア上部にはLED式の車内案内表示器を設置している。ドアチャイムは準備工事にとどまっている。
乗務員室は3700形とほぼ同じ構成で、室内は薄い緑色、計器盤は黒色である。主幹制御器は直通規格に合わせ、T字形ワンハンドルマスコン式としている。また、計器盤右端には主要機器7点の故障を表示する故障表示盤を設置した。

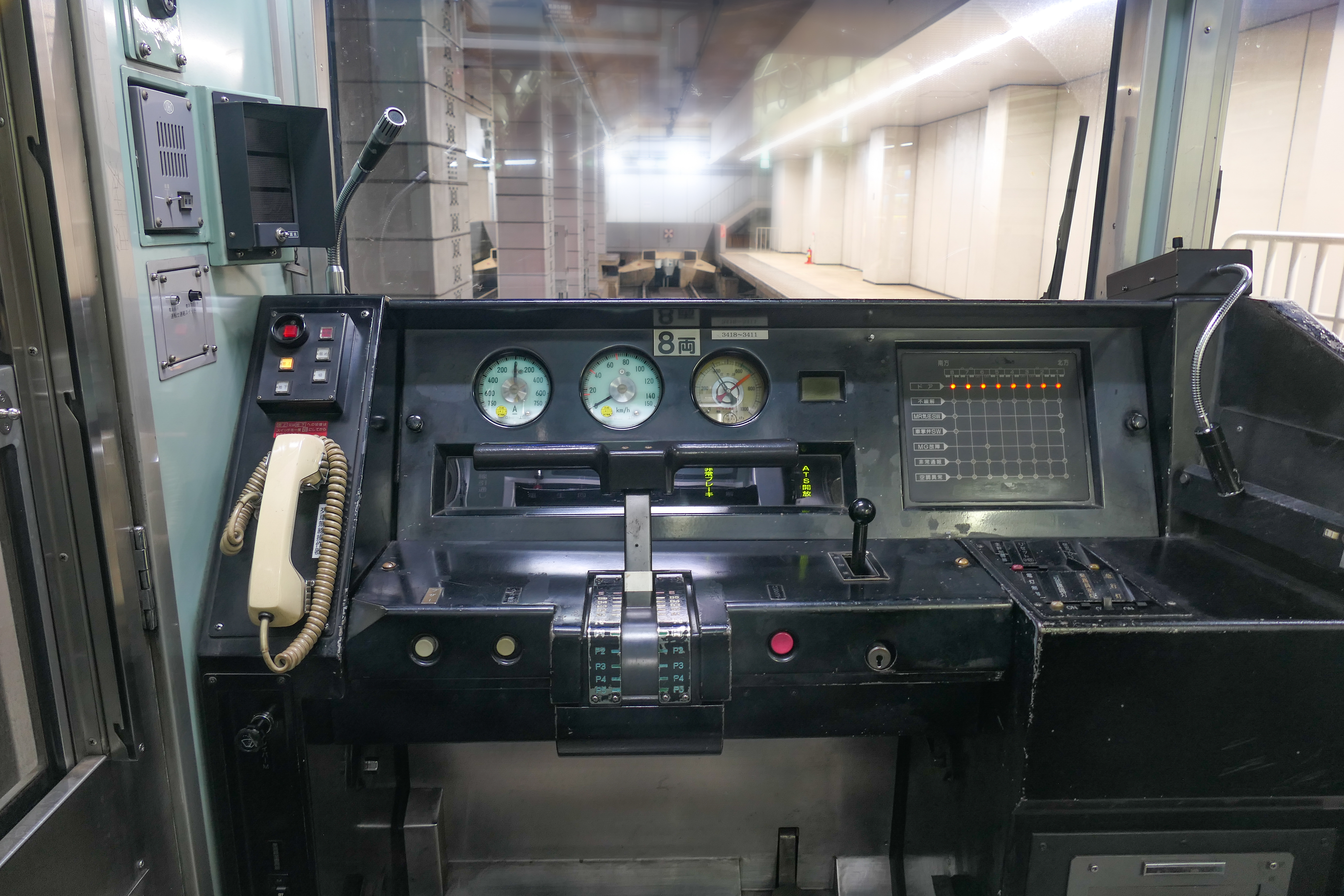
運転台（3418）
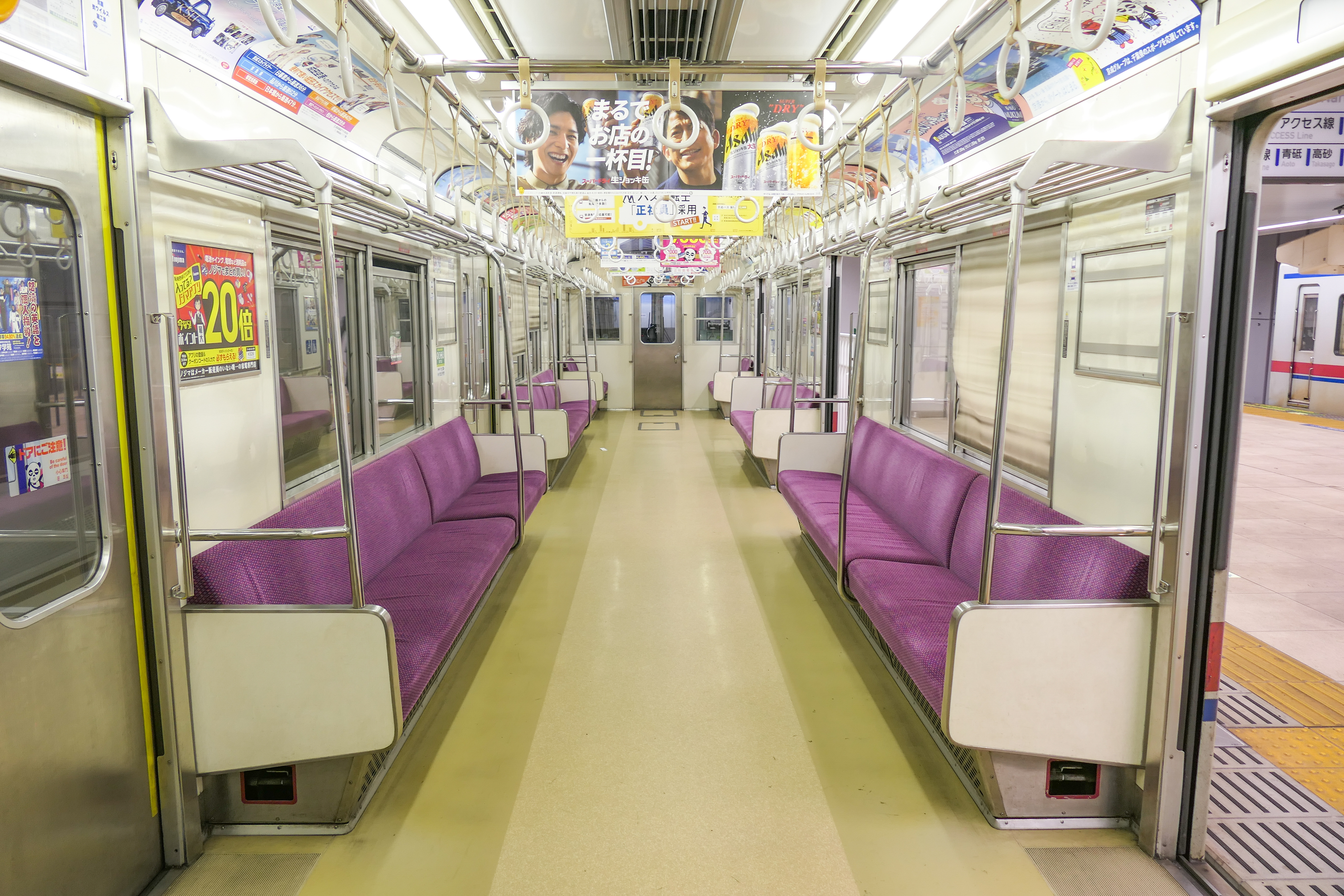
車内全景（3418）
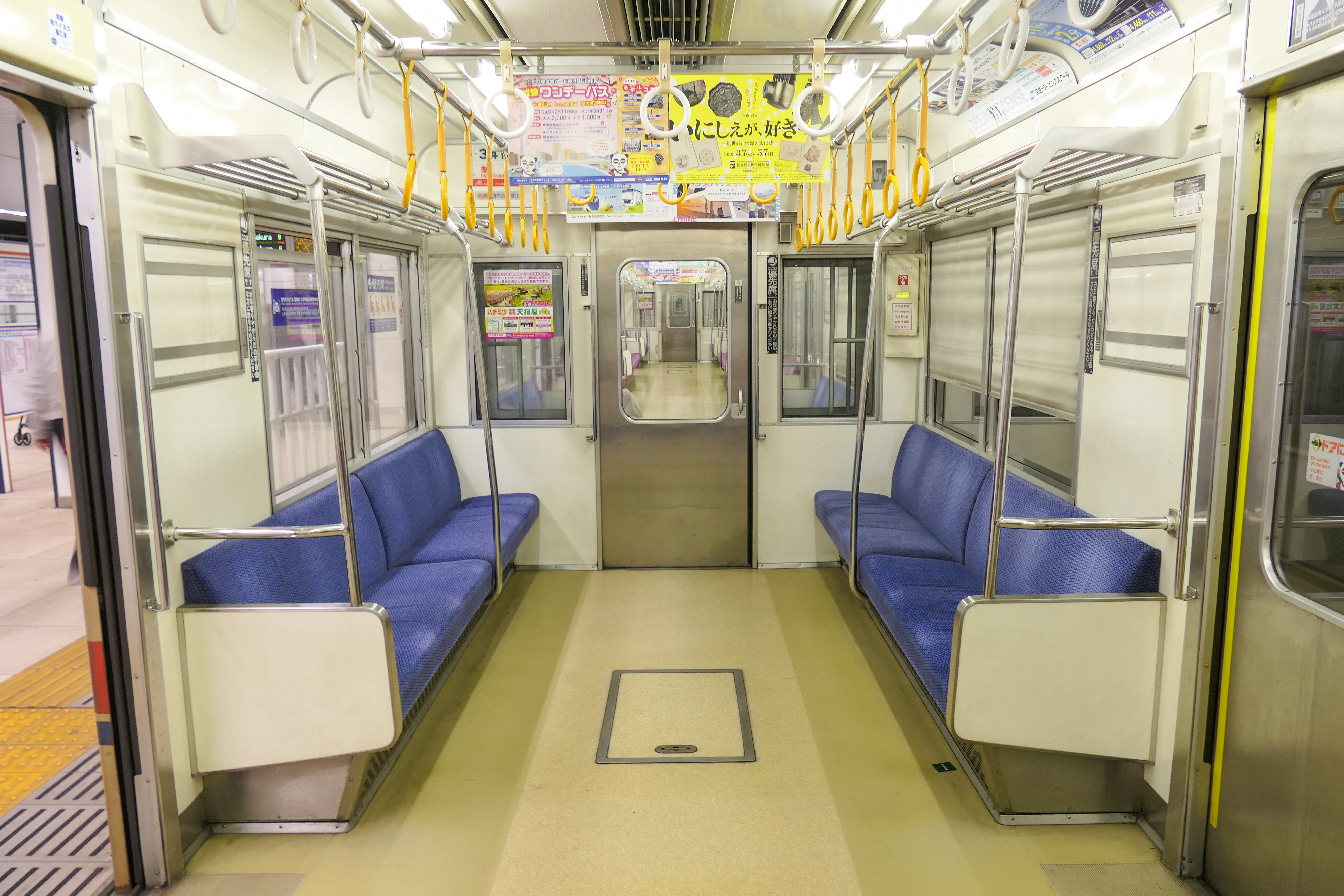
優先席（3418）
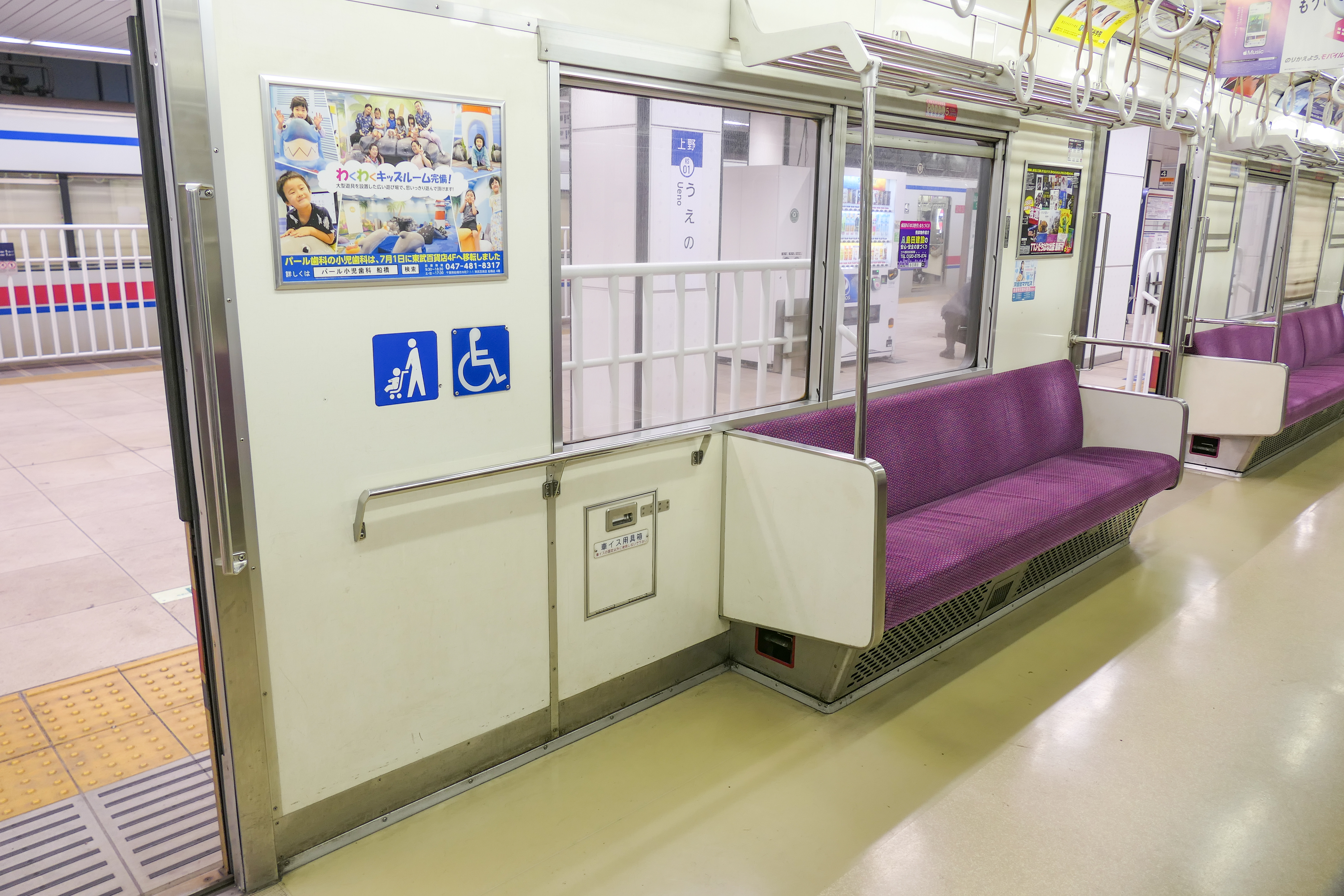
車椅子スペース（3418）
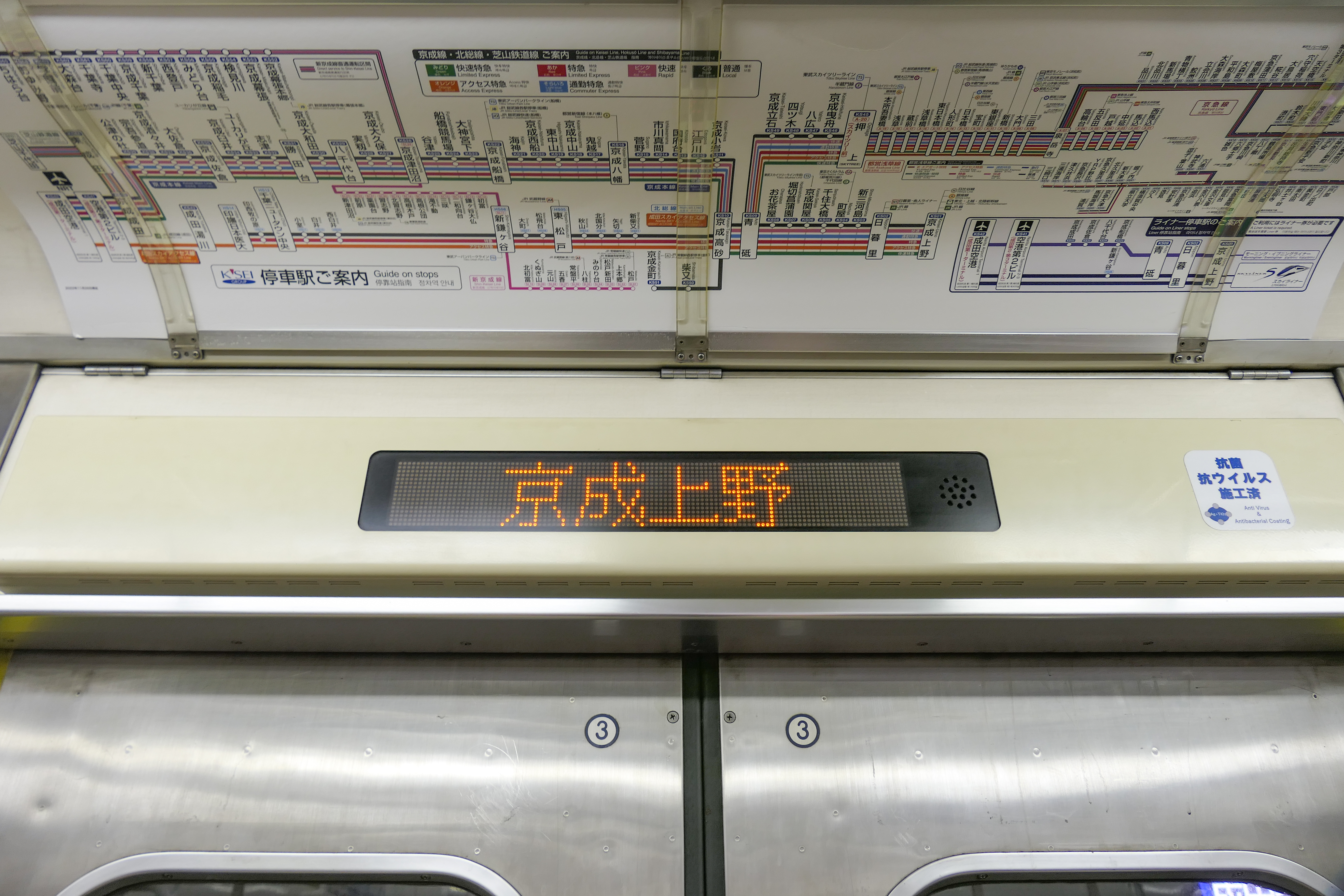
LED式の車内案内表示器（3417）

### 走行機器など
走行機器類は、基本的にAE形の機器を更新修繕の上、再利用している。
制御装置はAE形からの流用品である東洋電機製造製の電動カム軸永久並列界磁チョッパ制御、主電動機もやはり種車からの流用で、東洋製のTDK-8500A (140kW) である。定速走行装置は撤去された。
パンタグラフは下枠交差式（PT4804-B-M形）を搭載。空気圧縮機 (CP) はレシプロ式のC-2000M形を搭載した。電動発電機 (MG) は110kVA出力のCLG-350C形を搭載し、故障時に備えて自動受給電装置を新設した。これら補機類も全てAE形からの流用品である。
台車は、AE形時代のものにサフィックスの「A」を追加したもので、電動台車はFS-383A形、付随台車はFS-083A形とした。これらの軸箱構造はS形ミンデン式である。ただし、3444・3445はAE形時代に制御車から中間電動車化したAE64・AE65のものを流用したため、SUミンデン式台車であるFS-543A形を改造したFS-543B形を使用している。
基礎ブレーキはFS-383A台車は両抱き踏面ブレーキ構造を踏襲したが、保守簡易化のためにFS-083A形はディスクブレーキ方式から片押し式ユニットブレーキ方式へと改良し、編成全体で踏面ブレーキ方式に統一した。ただし、FS-543B形は片押し踏面式である。
マスコン段数は他の通勤形電車に合わせて5段式となり、P1が「起動」（AE形におけるONに相当）、P2が「並列制御」（AE形の50Kに相当）、P3からP5までは弱め界磁制御を行うがこの3400形のみ弱め界磁制御を3段階に分けられるようになっている。ブレーキ段数は従来通り常用5段のままである。
ブレーキ作用装置は流用品で、回生ブレーキ併用の全電気指令式空気ブレーキであるが、通勤車用への改造に際し、応荷重装置の新設など改修を実施した。性能上は3600形に近いが、機器の流用元であるAE形が特急車であったがために、低速域の衝動防止のために回生制動の回路を直列に切り替える機構がないことから（主制御器自体に直列段がない）、配線が類似しており、やはり直並列制御を行わない京王電鉄6000系の単独M車（電動車ユニットを構成しない）などと同様、45km/h程度で回生制動が失効し、それ以下の速度では空気制動しか機能しないという特徴がある。

## 新製後の動き

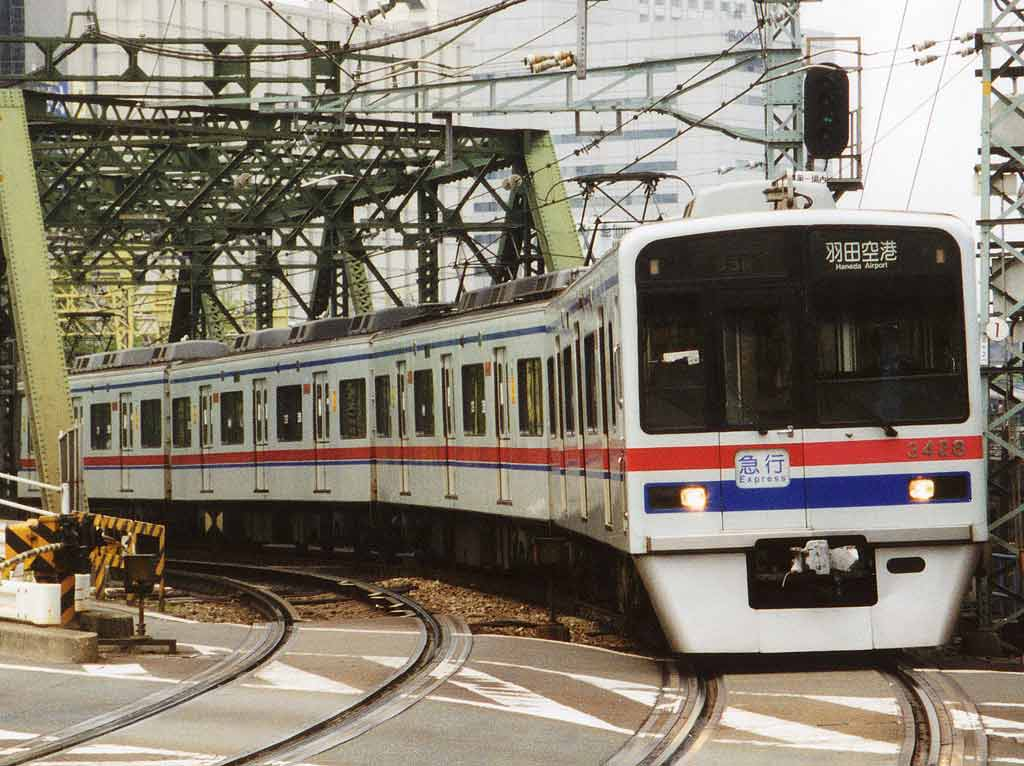
登場当時は下枠交差式パンタグラフだった。

- 3418編成は、1999年に行った定期検査時に中間電動車ユニットの3414-3415の制御装置に不具合が発見された。このため、1999年5月上旬 - 9月下旬に同ユニットを除いた暫定6両固定編成で運用に入った。また当時京成・京急・都営・北総開発・住都公団の弱冷房車は全て8両編成のみ（全て浦賀寄り3両目[5][6]）の設定だったが[7]、この時は浦賀寄り3両目に該当する3416号車の弱冷房車シールは外していなかった。

新ロゴマークの貼り付け
- 2001年（平成13年）3月、京成グループのCI導入に伴い、全車両の側面にK'SEI GROUPロゴを貼付した。従来の筆記体のKeiseiロゴは存置された。

北総鉄道へのリース
- 3408編成は、2002年5月末 - 8月末に当時の北総開発鉄道に短期リースを行った。これは同社で廃車直前の7050形8両に定期検査期限延期に伴う休車が発生したためである。短期リースのため車両番号や形式、車体塗装等は一切変更せずに北総車の運用に入った。

種別表示器の変更
- 2002年7月 - 9月には、全車両の前面・側面の種別表示器を10月12日の種別変更によるダイヤ改正対応のものに交換した。
- また、2010年からは各種別カラーを背景に、白抜きの文字とした種別幕への交換を実施している[8]。

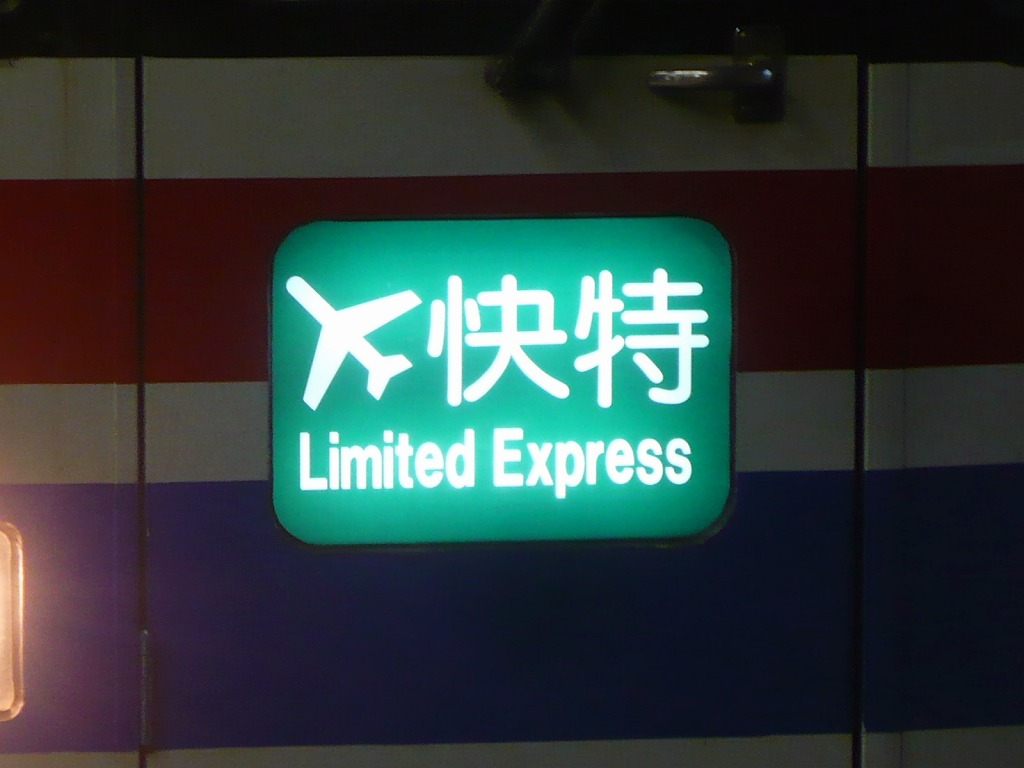
正面表示
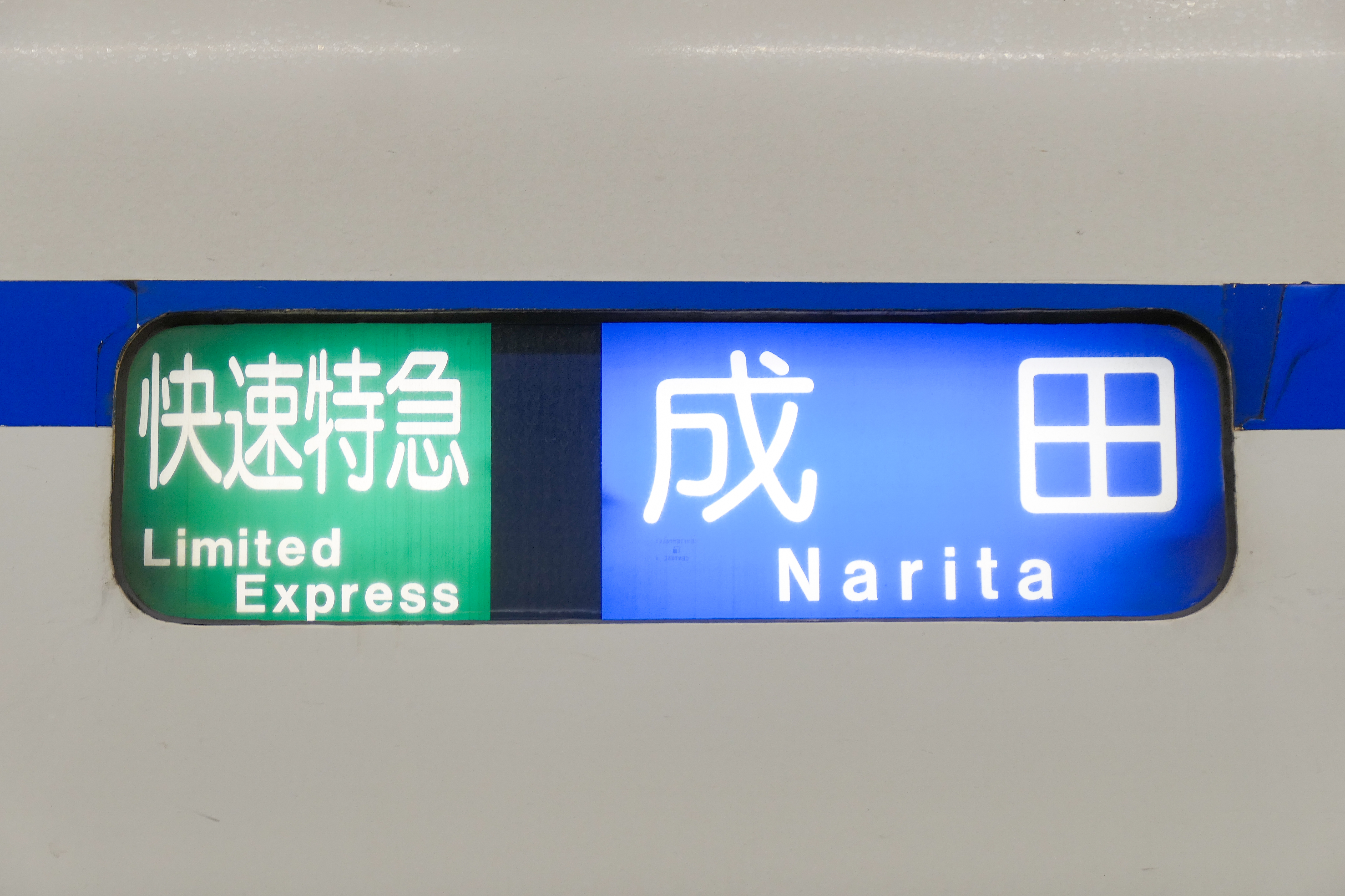
側面表示

転落防止幌の設置
- 2003年（平成15年）9月 - 2004年（平成16年）3月に連結部に3700形6次車以降と同様の転落防止幌を設置した。その後、一時期撤去されたが後に3000形4次車以降と同タイプのものに再設置された。

客室座席表地の交換
- 2003年8月 - 2005年（平成17年）10月に客室座席の生地をダークピンク色のものからラベンダー模様入りの色（3700形6次車以降・新3000形などと同色）のものに変更した。

蛍光灯の交換
- 蛍光灯破損による事故防止のため、2004年4月 - 6月に全車両の客室部蛍光灯すべてを従来の昼白色タイプから飛散防止形白色タイプに交換した。この関係で多少室内の色温度が低くなりイメージが変わった。

車内案内表示器の交換
- 2005年9月から3418編成を皮切りに扉上部のLED式車内案内表示器を新3000形と同タイプに交換する作業が進められている。この案内表示器は千鳥（交互）配置とされ、非設置の箇所には広告枠が設けられた。現在は全編成が交換されている。

パンタグラフの交換
- 2003年 - 2005年にパンタグラフを下枠交差式（PT4804-B-M形）からシングルアーム式（PT7131-B形）に交換した。

## 編成
編成形態は3700形と同様で、車両番号3401 - 3408が3408編成、3411 - 3418が3418編成と浦賀（京成上野）方先頭車の車号で呼称される。先頭車はAE形時代は制御付随車であったが、京浜急行電鉄の車両規定に適合させる為、制御電動車に変更。付随車は車両番号の末尾3と6に配置している（8両編成でのMT比は6M2T構成である）。

### 編成表
|          | ← 浦賀       | ← 浦賀            | ← 浦賀              | ← 浦賀          | ← 浦賀      | ← 浦賀     | ← 浦賀            | ← 浦賀       | 6両編成入籍 | 8両編成化  | 除籍廃車      |
| 形式     | 3400-8 (M2c) | ＜ ＞ 3400-7 (M1) | 弱冷房車 3400-6 (T) | ＞ 3400-5 (M1') | 3400-4 (M2) | 3400-3 (T) | ＜ ＞ 3400-2 (M1) | 3400-1 (M2c) | 6両編成入籍 | 8両編成化  | 除籍廃車      |
| 機器配置 | CP           | CHP               | MG                  | CHP             | CP          | MG         | CHP               | CP           | 6両編成入籍 | 8両編成化  | 除籍廃車      |
| 車両番号 | 3408         | 3407              | 3406                | 3405            | 3404        | 3403       | 3402              | 3401         | 1993年1月   | 1993年3月  | 2020年8月11日 |
| 車両番号 | 3418         | 3417              | 3416                | 3415            | 3414        | 3413       | 3412              | 3411         | 1993年9月   | 1994年5月  | 2023年3月22日 |
| 車両番号 | 3428         | 3427              | 3426                | 3425            | 3424        | 3423       | 3422              | 3421         | 1994年3月   | 1994年7月  | 2021年9月30日 |
| 車両番号 | 3438         | 3437              | 3436                | 3435            | 3434        | 3433       | 3432              | 3431         | 1995年1月   | 1995年3月  |               |
| 車両番号 | 3448         | 3447              | 3446                | 3445            | 3444        | 3443       | 3442              | 3441         | 1995年9月   | 1995年11月 |               |

凡例
- ＜：パンタグラフ
- CHP：主制御器（界磁チョッパ装置）
- MG：110kVA電動発電機
- CP：空気圧縮機

備考
- カッコは車両番号の末尾を表す。
- 浦賀寄り3両目のサハ3400形 (6)は弱冷房車。

## 運用
本形式はすべて8両編成であり、都営地下鉄浅草線、京急線、北総鉄道北総線への直通運転にも対応しているため、他の8両編成とともに主に本線や押上線・都営浅草線・京急線直通の優等運用に使用される。成田スカイアクセス線運用対応工事は未施工のため、同線経由のアクセス特急運用には充当されないが、臨時団体専用列車としての入線実績がある。
現在は京急本線京急蒲田駅以南には乗り入れないが、かつては三崎口駅まで入線した実績がある。

## 廃車
2020年（令和2年）から下記の順に廃車が開始された。
- 2020年（令和2年）8月11日 3408編成[15]
- 2021年（令和3年）9月30日 3428編成[16]
- 2023年（令和5年）3月22日 3418編成[17]